# Esta boca es mía (Uruguay)
Esta boca es mía es un programa de televisión uruguayo vespertino presentado por Victoria Rodríguez y emitido desde el 6 de octubre de 2008 por Teledoce, siendo uno de los programas actuales más longevos de la cadena. El programa está conformado por un panel que debate sobre temas de actualidad del país, tanto del ámbito político como periodístico y cuenta con invitados especiales expertos.

## Historia
La ceremonia de presentación de Esta boca es mía fue realizada en el Restaurante Hemingway de Montevideo. Debutó el 6 de octubre de 2008 a las 15ː00, como un programa de debates sobre temas de la vida cotidiana, como por ejemplo, la infidelidad, el aborto, las drogas y la sexualidad. El primer panel estuvo compuesto por Silvia Novarese, Beatriz Argimón, Julio Toyos, Lilián Abracinskas, Karina Tucuna, Damián Coalla y Daniel Lucas. Contaba con una tribuna que podía participar del debate, además de una síntesis de la discusión desarrollada a cargo de la psicóloga Paola Di Giorgio al final de cada emisión.
El 9 de mayo de 2011, al iniciar la cuarta temporada hubo un cambio de escenografía, se comenzaron a realizar exteriores, puesto que cada panelista presenta un informe sobre el tema a tratar. Algunos de los cambios que se implementaron, con respecto a las temporadas anteriores es que los invitados especiales fueron famosos en ámbitos como la política, el espectáculo o el deporte.
En 2012 el panel estuvo compuesto por Selva Andreoli, Washington Abdala, Marcelo Capalbo, Silvia Novarese, Cecilia Baraldi y Martin Inthamoussu. En 2014 se sumaron al equipo Eleonora Navatta y Álvaro Ahunchain, que completaron el panel junto a Abdala y Graciela Bianchi, quien se había incorporado la temporada anterior. En septiembre de 2015, Washington Abdala se despidió del programa, y en diciembre de 2016, lo hizo Navatta, que alegó tener otros proyectos. En octubre de ese se había sumado la periodista Verónica Amorelli.
En junio de 2016 Jaime Clara se hizo cargo de la conducción del programa de forma temporal, debido a que la conductora se encontraba con problemas de salud; hasta 2022, se desempeña como conductor reemplazante.
En agosto de 2020 se incorporó al panel el comunicador Fernando Marguery. En diciembre de 2021, Selva Andreoli y Alejandro Camino, que tuvo presencia en cinco temporadas fueron desvinculados del programa por Kubrick Media, que alegó que se trató de una renovación. Días después se confirmó que el panel tendría tres nuevas integrantesː la secretaria general de la Asociación de Empleados y Obreros Municipales (ADEOM) Valeria Ripoll; la abogada Martha Valfré, que ya había realizado suplencias; y la abogada y columnista Fernanda Sfeir.
En agosto de 2023 Fernando Marguery deja el programa. El panel queda compuesto por Alfredo García, Conrado Hughes, Fernanda Sfeir, José Sena, Juan Rodríguez Puppo, Martha Valfre, Pablo Casas, Valeria Ripoll, Patricia González Viñoly y Verónica Amorelli. Esta última, era la conductora suplente, cuando Rodríguez no está. 
Desde el lunes 14 de octubre de 2024 hasta el viernes 21 de febrero de 2025, el programa duraba 120 minutos, cambiando su horario, desde las 15:00 hasta las 17:00 horas. El lunes 24 volvió a salir de 14:30 a 16 horas. 

## Premios y nominaciones
| Año  | Premio       | Categoría        | Receptor           | Resultado |
| 2010 | Premios Iris | Interés general  | Esta boca es mía   | Nominado  |
| 2010 | Premios Iris | Conducción en TV | Victoria Rodríguez | Nominada  |
| 2011 | Premios Iris | Interés general  | Esta boca es mía   | Nominado  |
| 2012 | Premios Iris | Interés general  | Esta boca es mía   | Ganador   |
| 2012 | Premios Iris | Conductora       | Victoria Rodríguez | Nominada  |
| 2013 | Premios Iris | Interés general  | Esta boca es mía   | Nominado  |
| 2013 | Premios Iris | Revelación       | Washington Abdala  | Nominado  |
| 2013 | Premios Iris | Conductora       | Victoria Rodríguez | Nominada  |
| 2014 | Premios Iris | Interés general  | Esta boca es mía   | Nominado  |
| 2014 | Premios Iris | Conductora       | Victoria Rodríguez | Ganadora  |
| 2016 | Premios Iris | Interés general  | Esta boca es mía   | Ganador   |
| 2016 | Premios Iris | Conductora       | Victoria Rodríguez | Nominada  |
| 2016 | Premios Iris | Panelista        | Washington Abdala  | Ganador   |
| 2016 | Premios Iris | Producción       | Esta boca es mía   | Nominado  |
| 2017 | Premios Iris | Interés general  | Esta boca es mía   | Nominado  |
| 2017 | Premios Iris | Producción       | Esta boca es mía   | Nominado  |
| 2017 | Premios Iris | Panelista        | Eleonora Navatta   | Nominada  |
| 2017 | Premios Iris | Conductora       | Victoria Rodríguez | Ganadora  |
| 2017 | Premios Iris | Iris de Oro      | Victoria Rodríguez | Ganadora  |
| 2018 | Premios Iris | Interés general  | Esta boca es mía   | Ganador   |
| 2018 | Premios Iris | Conductora       | Victoria Rodríguez | Nominada  |